# Danais
Danais là một chi thực vật có hoa trong họ Thiến thảo (Rubiaceae).

## Loài
Chi Danais gồm các loài: